# Дума про Тараса Бульбу
«Дума про Тараса Бульбу» — український повнометражний історичний фільм режисерів Петра Пінчука і Євгена Березняка, екранізація повісті Миколи Гоголя «Тарас Бульба», котру зафільмували українські кінематографісти.

## Сюжет
До Тараса Бульби приїхали його сини, які вчилися у Києві, в бурсі. Тарас вирішує поїхати зі синами на Січ. Вранці, поснідавши та взявши благословення від матері, Тарас із синами їде на Січ. Всю дорогу Андрій думав про панночку, з якою він познайомився та закохався під час навчання в Києві. Нарешті, вони доїхали до Січі. На Січі Тарас знайшов свого давнього друга Печерицю. Тарас Бульба хоче щоб його сини навчились воювати. Він звернувся до кошового, щоб той пустив запорожців у похід. Але отримує відмову тому що: "Ми обіцяли султану мир"! Тарас підбурює козаків і ті скидають кошового. Січ іде війною на Польщу. Козаки оточили місто Дубно. Ввечері до Андрія приходить служниця панночки (в яку він заховався під час навчання у Києві) і каже, що панночка в місті, бо її батько тут воєвода, та просить хліба, оскільки в місті голод. Через потаємний хід вони опиняються в місті де Андрій віддав панночці хліб. Андрій закохується в неї та переходить на їх бік. Про це дізнається Тарас і  зустрівшись з ним лице до лиця вбиває. До шляхти приходить підкріплення. Остапа під час бою було вбито. Тарасові одному вдалося втікти. Але згодом його зловили й спалили живцем.

## Головні ролі
- Михайло Голубович
- Антон Попудренко - Андрій
- Роман Гринь - Остап
- Ніна Шинкарук - Жінка Тараса Бульби
- Наталя Зубик - Панночка
- Євген Головатюк
- Олександр Гапон
- Володимир Лук'янець - Кошовий отаман
- Євген Козьмик - Товкач, осавул / паромник
- Григорій Антоненко
- Юрій Бакум
- Анатолій Сиротенко
- Євген Дзиґа
- Валерій Козирєв - Січовий священик